# Сан Сиро (Комо)
Сан Сиро (итал. San Siro) је насеље у Италији у округу Комо, региону Ломбардија.
Према процени из 2011. у насељу је живело 1712 становника. Насеље се налази на надморској висини од 208 м.

## Становништво
Према резултатима пописа становништва 2011. у општини је живело 1.758 становника.
| 1931. | 1936. | 1951. | 1961. | 1971. | 1981. | 1991. | 2001. | 2011. |
| ----- | ----- | ----- | ----- | ----- | ----- | ----- | ----- | ----- |
| 951   | 758   | 884   | 830   | 914   | 838   | 820   | 777   | 1.758 |